# Acanthocyclops troglophilus
Acanthocyclops troglophilus – gatunek widłonoga z rodziny Cyclopidae. Opisał go w 1932 roku niemiecki zoolog Friedrich Kiefer, nadając mu nazwę Cyclops troglophilus.